# Joodse begraafplaatsen (Vlissingen)
In het Zeeuwse Vlissingen zijn twee Joodse begraafplaatsen gelegen:
- de oude Joodse begraafplaats aan de Julianalaan (51° 27′ 1″ NB, 3° 33′ 50″ OL)
- de nieuwe Joodse begraafplaats aan de President Rooseveltlaan (51° 27′ 12″ NB, 3° 34′ 51″ OL)

## Historie
Aan het einde van de vijftiende eeuw hebben gedurende enkele jaren enige Sefardische Joden in Vlissingen gewoond. Zij vertrokken vrij spoedig weer en het zou tot de achttiende eeuw duren voordat Vlissingen een echte Joodse gemeenschap kreeg. Nu waren het de Asjkenazische Joden. Rond 1835 werden een synagoge aan de huidige Molenstraat en de begraafplaats aan de huidige Julianalaan in gebruik genomen.
De synagoge aan de Molenstraat werd in 1868 vervangen door een gebouw aan de Peperdijk. Dit gebouw werd gebruikt tot ca. 1920. Toen al werd het aantal Joodse inwoners van Vlissingen eigenlijk te klein. Er werd nog een nieuwe synagoge ingewijd aan Gravenstraat in 1921, maar dit gebouw werd alleen op de Joodse feestdagen gebruikt.
Van de ca. 50 Joodse inwoners van Vlissingen overleefden slechts een tweetal de Tweede Wereldoorlog door onder te duiken. De synagoge werd in 1944 bij een bombardement zo goed als geheel verwoest en in 1948 werd de joodse gemeente van Vlissingen bij die van Middelburg gevoegd.

## De oude begraafplaats aan de Julianalaan
Deze begraafplaats was in gebruik van ca. 1835 tot 1907. Daarna werd de nieuwe begraafplaats aan de Vredehoflaan in gebruik genomen. Op de oude begraafplaats aan de Julianalaan staan nog 24 grafstenen. De begraafplaats is vrij toegankelijk.

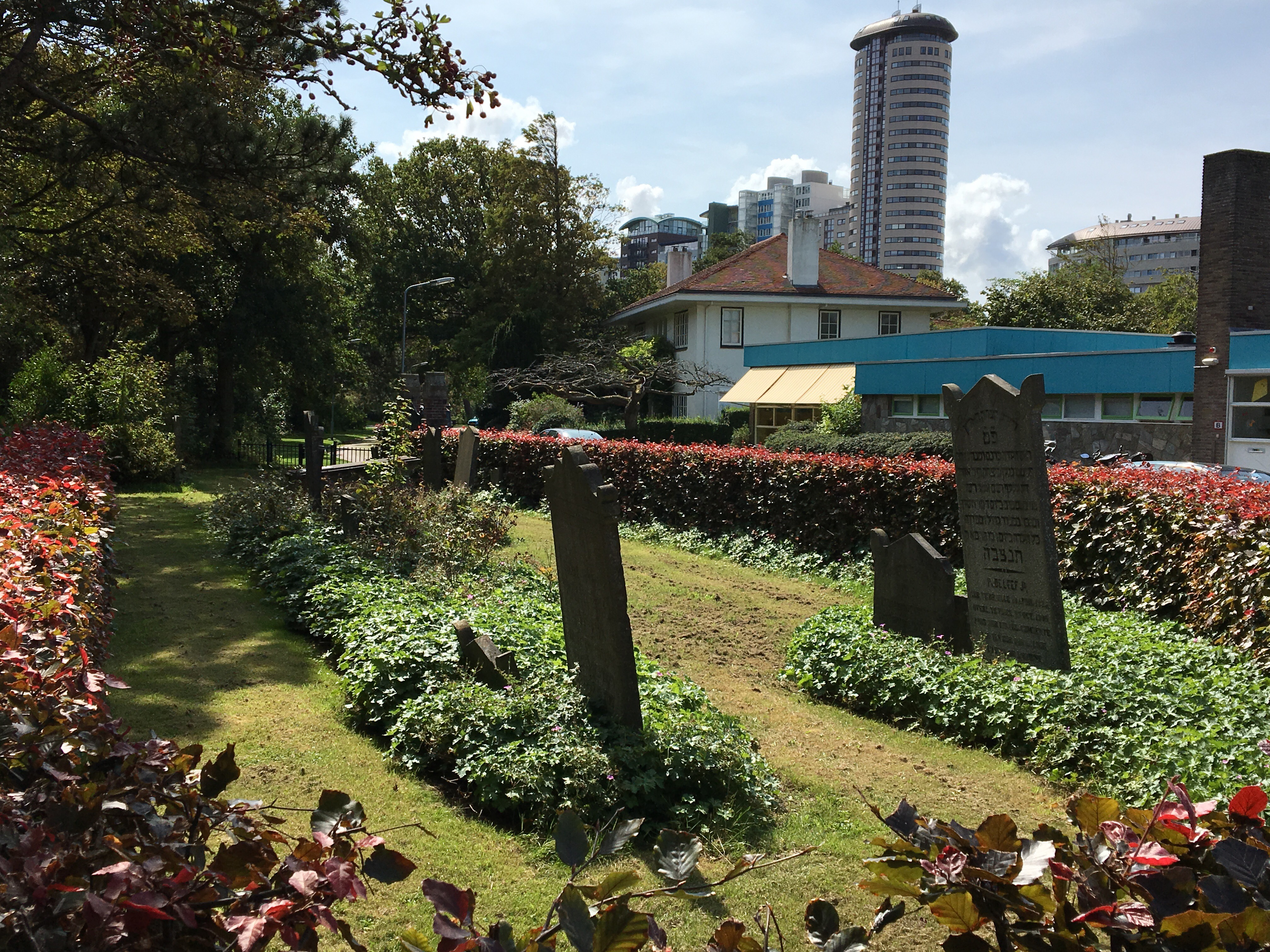
Overzicht van de oude joodse begraafplaats te Vlissingen.

## De nieuwe Joodse begraafplaats aan de Vredehoflaan
De nieuwe begraafplaats werd in 1907 in gebruik genomen. Na de Tweede Wereldoorlog werd ze niet meer gebruikt. Ter nagedachtenis aan de vermoorde Zeeuwse joden werd in 1954 een gedenksteen bij deze begraafplaats geplaatst. In 2004 werd de begraafplaats opgeknapt. Ook het metaheerhuisje werd in ere hersteld. Op 16 mei 2004 werd de begraafplaats opnieuw ingewijd. Er zijn hier in honderd jaar ruim 200 mensen begraven. De nieuwe begraafplaats aan de President Rooseveltlaan is geopend op werkdagen van 08.00 tot 16.30u.

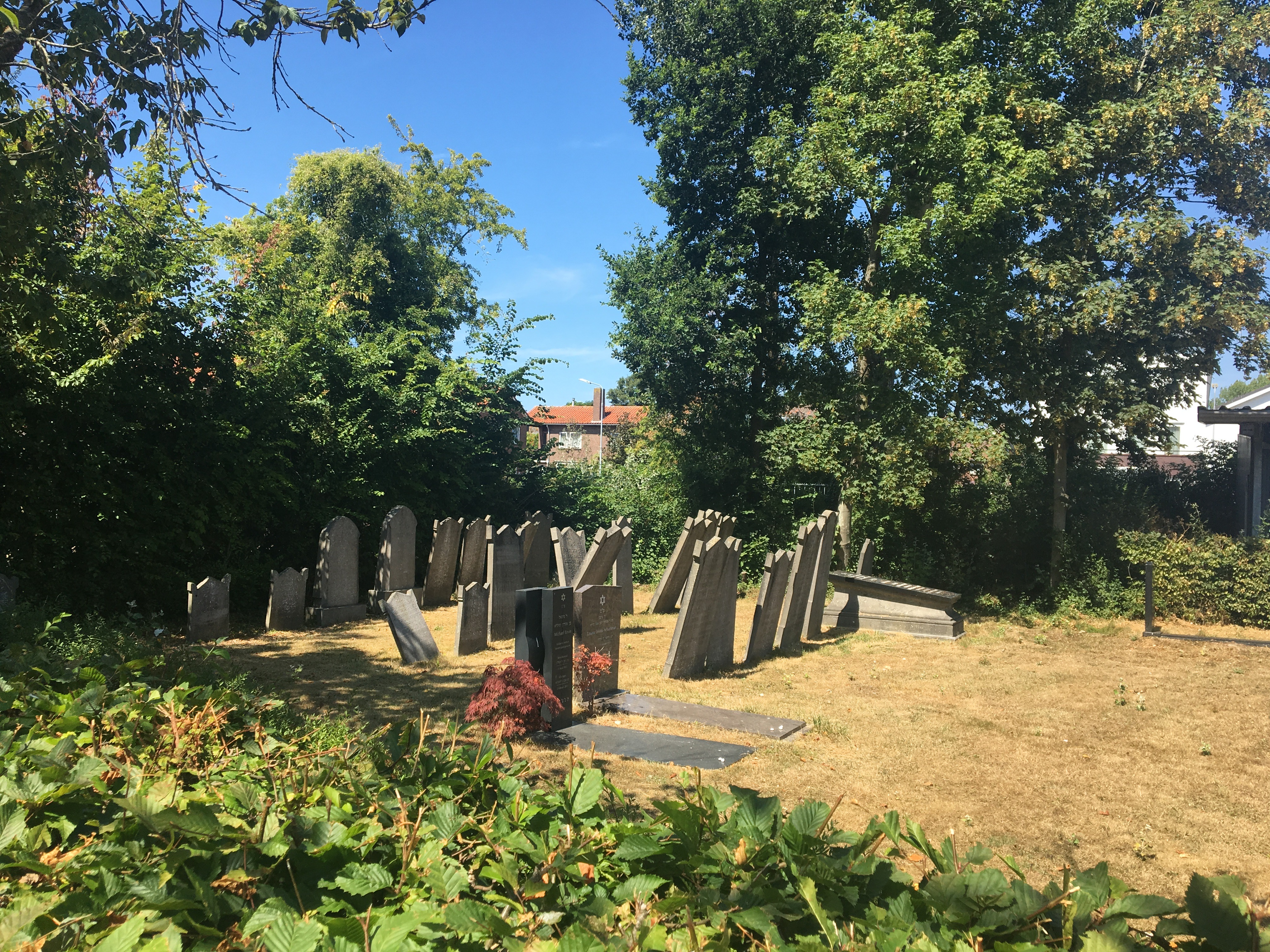
Nieuwe joodse begraafplaats te Vlissingen